# Station Muizenhol
Station Muizenhol was een halte op spoorlijn 75 tussen station Deinze en station De Pinte in Astene, sinds 1971 een deelgemeente van Deinze. De halte werd geopend op 26 mei 1930, en werd vanuit het nabije station Deurle (FDU) beheerd. Toen na het uitbreken van de Tweede Wereldoorlog het spoortraject weer heropend werd per 15 augustus 1940, bleef station Muizenhol gesloten.
De halte werd genoemd naar een nabije hoeve aan de Karrestraat die hier de spoorlijn kruiste.
0: Gent-Sint-Pieters ·
3,7: Sint-Denijs-Westrem ·
5,0: Hemelrijk ·
6,1: De Pinte ·
9,0: Broekstraat ·
9,8: Deurle ·
12,1: Muizenhol ·
13,1: Beekstraat ·
13,8: Astene ·
15,1: Deinze ·
19,0: Machelen ·
22,0: Olsene ·
24,4: Zulte ·
27,3: Waregem ·
31,8: Desselgem ·
33,9: Beveren-Leie ·
36,1: Harelbeke ·
41,4: Kortrijk ·
42,2: Kortrijk-Vorming ·
43,9: Marke ·
46,5: Lauwe ·
49,8: Aalbeke ·
53,8: Moeskroen